# My World 2.0
My World 2.0 reprezintă cea de-a doua parte a albumului de debut al artistului canadian Justin Bieber, alcătuit din două părți. De asemenea, materialul constituie prima sa lansare completă de studio. Albumul este continuarea primei jumătăți a materialului complet, certificată cu Discul de Platină, care a fost lansată la data de 17 noiembrie 2009, prin casa de discuri Island Records , și "My World 2.0" a fost pentru prima oară lansat la data de 19 martie 2010. Bieber a lucrat cu producătorii și compozitorii care și-au adus contribuția și la albumul de debut al cântărețului, plus Tricky Stewart & The-Dream și Midi Mafia, și alți câțiva producători noi, precum Bryan-Michael Cox și The Stereotypes , printre alții. Având în plus mai mult sentiment tipic genului R&B , acest album este descris ca fiind mai matur și cu un stil puțin mai aspru. În afara genului R&B , albumul mai îmbină genul pop cu un sunet tipic hip-hop .